# Antonio Niccolini

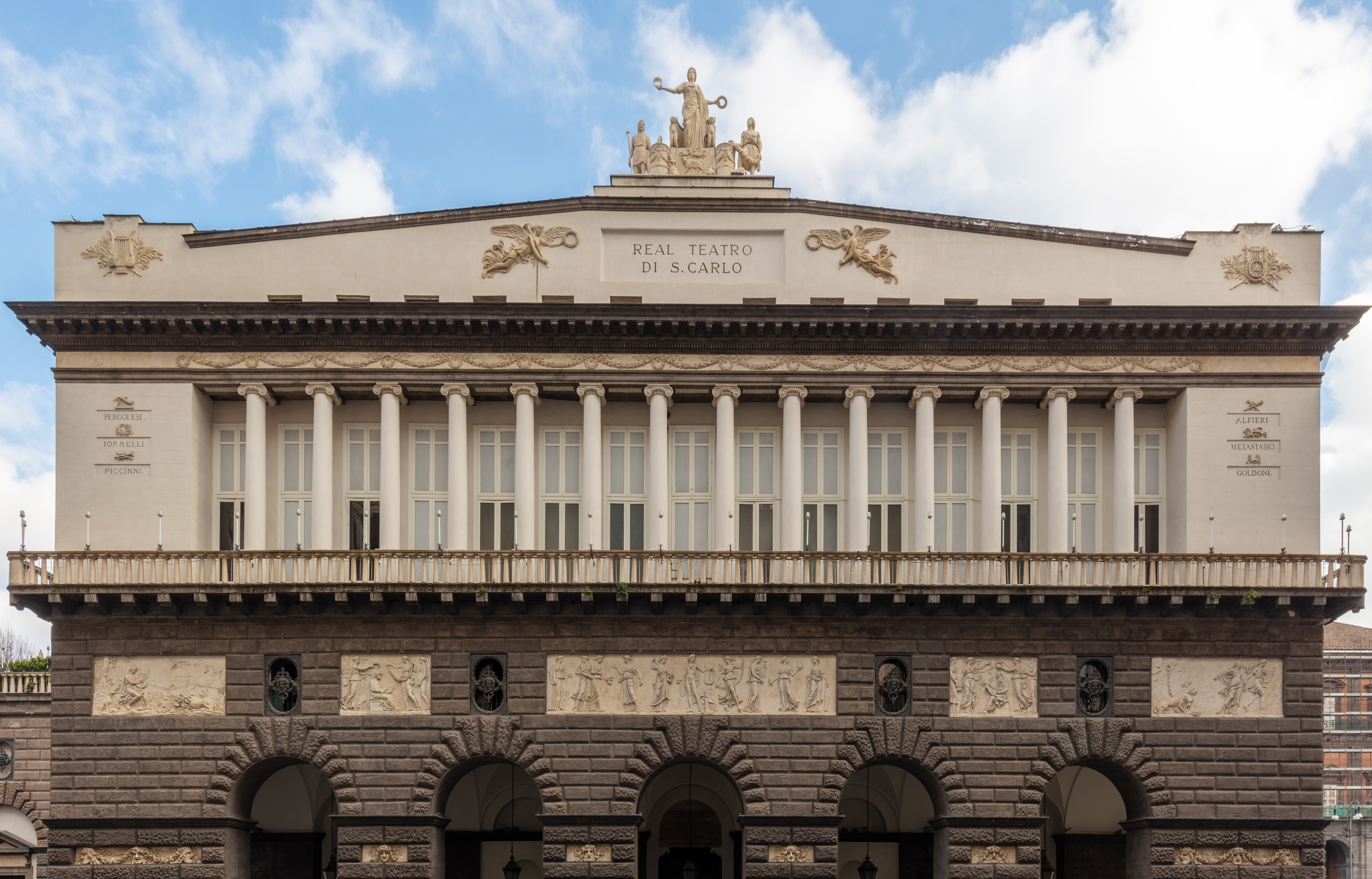
Facciata del Teatro San Carlo di Napoli

Antonio Niccolini (San Miniato, 21 aprile 1772 – Napoli, 8 maggio 1850) è stato un architetto e decoratore italiano di gusto neoclassico.

## Biografia
Fu impegnato dapprima in Toscana, tra Pisa, Livorno, Pistoia e Firenze.
A Pisa, assieme ad Alessandro Gherardesca, lavorò al progetto, non realizzato, del Teatro Ernesto Rossi che costituì la sua prima importante commissione architettonica.
Nella capitale del Granducato prese parte ai restauri del teatro privato di Vittorio Alfieri, mentre a Livorno decorò il Teatro degli Avvalorati.
Successivamente si trasferì a Napoli; qui, dopo aver lavorato al Teatro San Carlo, sia prima che dopo l'incendio del 1816, progettò e costruì la Villa Floridiana al Vomero per Lucia Migliaccio, duchessa di Floridia e moglie morganatica del Re, che gli affidò anche il restauro di Palazzo Partanna a Piazza dei Martiri. Sempre di questo periodo sono anche la sistemazione di Villa Lucia e la realizzazione dell'altare dell'Oratorio di Pio IX che si trova alla Reggia di Caserta.
Successivamente, coadiuvato dal figlio Fausto, progettò ex novo o ristrutturò tutta una serie di residenze nobili napoletane, fra le quali Villa Ruffo a Capodimonte, Villa Del Balzo ai Colli Aminei e Villa Majo all'Infrascata. 
Eseguì anche numerosi progetti per il Palazzo Reale di Napoli, che tuttavia non furono realizzati. Inoltre, sempre nella città partenopea, creò la vasta scala monumentale presso il tondo di Capodimonte.
Con il figlio Fausto lavorò anche a Bari, al Teatro Piccinni e alla chiesa di San Ferdinando.